# Martín García Moritán
 (mars 2022).
Martín García Moritán (Buenos Aires, 12 mars 1955) est un diplomate argentin. Entre 2016 et 2020 il est représentant permanent de l'Argentine devant les Nations unies (ONU).

## Biographie
Il est avocat diplômé de la Faculté de Droit de l'Université de Buenos Aires et diplômé en Relations Internationales à l'Université Complutense de Madrid, l'Espagne. Il a ensuite étudié à l'Instituto del Servicio Exterior de la Nación et a rejoint le ministère des affaires étrangères et du culte de l'Argentine en 1983.
En 1984 il fait partie de la Mission Spéciale devant le Saint Siège pendant la Médiation du conflit du Beagle entre l'Argentine et le Chili. Entre 1987 et 1992 il accomplit des fonctions dans la représentation argentine au Brésil, de 1993 à 1994 en Bolivie, et entre 1994 et 1997 devant les Nations unies à New York, où il est revenu entre 2003 et 2009. Il a été consul d'Argentine à Recife, au Brésil, entre 1997 et 1999, et commissaire général du pavillon argentin à l'exposition universelle de Shanghai en 2010. En 2004, il a également été membre de la délégation brésilienne au Conseil de sécurité des Nations unies,.
Au ministère des affaires étrangères et du culte, il a été représentant spécial pour le terrorisme et les infractions connexes en 2010 et directeur des affaires fédérales et électorales entre 2012 et 2013. Il a également travaillé au sous-secrétariat des affaires méridionales et frontalières et au sous-secrétariat de la politique étrangère, en plus d'être chef de cabinet du vice-ministre des affaires étrangères et directeur adjoint de la direction de l'Amérique centrale, des Caraïbes et du Mexique,.
Le 27 janvier 2016, par décret 246 publié au Journal officiel de la République argentine, il a été nommé représentant de l'Argentine auprès des Nations unies. Il a présenté ses lettres de créance au Secrétaire général Ban Ki-moon le 16 février de la même année.
Sur la question des îles Malouines, il a exprimé l'intention de revenir aux négociations pour le transfert de souveraineté des îles des années 1960-1980,.

## Vie personnelle
Martín García Moritán est marié et a cinq enfants. Son frère Roberto García Moritán aussi est diplomate et il a occupé des fonctions en la Cancillería l'Argentine. Son neveu, Roberto García Moritán, est le mari du mannequin Pampita, ce qui fait de Martín l'oncle du mari de Pampita. En 2020, il a eu le COVID-19 mais s'est rétabli,.

## Décorations
- Mandat de San Gregorio Grand, Saint Siège[2]
- Mandat de Rivière Branco, le Brésil[2]